# 산나이촌
산나이촌(山内村) 아키타현 히라카군에 존재했던 촌이다. 2005년 10월 1일, 시정촌 합병에 의해 요코테시가 되었다. 합병 후는 요코테시 야마우치로서 지명이 남아 있다.

## 교통
철도
- 동일본 여객철도 기타카미선 : 구로사와역 - 고마쓰카와역 - 히라이시역 - 아이노노역 - 야비쓰역

도로
- 일반국도
  - 국도 107호
- 아키타 자동차도
  - 야마우치 파킹 에어리어
  - 야마우치 버스 스톱